# Casa de Areia
Casa de Areia é um filme brasileiro de 2005, do gênero drama, dirigido por Andrucha Waddington, com locações no município de Santo Amaro, no Maranhão, na região do Parque Nacional dos Lençóis Maranhenses.

## Sinopse
Em 1910, o português Vasco leva sua esposa grávida Áurea e a mãe dela, Dona Maria, em busca de um sonho: viver em terras prósperas, recentemente compradas por ele. O sonho se transforma em pesadelo quando, após uma longa e cansativa viagem junto a uma caravana, o trio descobre que as terras estão em um lugar totalmente inóspito, rodeado de areia por todos os lados, e sem nenhum indício de civilização por perto. Áurea quer retornar ao lugar de onde vieram, mas Vasco insiste em ficar e constrói uma casa de madeira para que lá possam viver.
Após serem abandonados pelos demais integrantes da caravana, um acidente mata Vasco e deixa Áurea e Dona Maria completamente sozinhas. Elas partem em busca de ajuda e terminam por encontrar Massu, um homem que nunca deixou o local. Massu passa a ajudá-las, levando comida e sal para que Áurea e Dona Maria possam sobreviver na casa recém-construída.
Apesar da estabilidade, Áurea deseja deixar o local de qualquer maneira mas decide apenas fazer isto quando sua filha nascer e puder deixar o local com ela. Enquanto isso Áurea e Dona Maria precisam lidar também com a instabilidade do local em que vivem, já que a areia pode soterrar a casa em que vivem a qualquer momento.

## Elenco principal
- Fernanda Montenegro.... D. Maria / Áurea, de 1942 a 1969 / Maria, em 1969
- Fernanda Torres.... Áurea, de 1910 a 1919 / Maria, em 1942
- Ruy Guerra....Vasco de Sá
- Seu Jorge.... Massu, de 1910 a 1919
- Luiz Melodia.... Massu, em 1942
- Enrique Diaz.... Luiz, em 1919
- Stênio Garcia.... Luiz, em 1942
- Emiliano Queiroz.... Chico do Sal
- João Acaiabe.... pai de Massu
- Camilla Facundes .... Maria, em 1919
- Haroldo Costa.... capataz
- Jorge Mautner.... cientista
- Nélson Jacobina .... cientista

## Principais prêmios e indicações
Festival Sundance de Cinema 2006 (EUA)
- Recebeu o Prêmio Alfred P. Sloan.
- Indicado ao Grande Prêmio do Júri na categoria de filme do mundo - drama.

Satellite Award 2006 (EUA)
- Melhor Fotografia (Indicado)
- Melhor Roteiro Original (Indicado)

Grande Prêmio Cinema Brasil 2006 (Brasil)
- Melhor Direção de Arte (Venceu)
- Melhor Figurino (Venceu)
- Melhor Maquiagem (Venceu)
- Melhor Filme (Indicado)
- Melhor Diretor - Andrucha Waddington (Indicado)
- Melhor Atriz - Fernanda Montenegro e Fernanda Torres (Indicadas)
- Melhor Ator Coadjuvante - Emiliano Queiroz (Indicado)
- Melhor Fotografia (Indicado)
- Melhor Montagem (Indicado)
- Melhor Roteiro Original (Indicado)
- Melhor Som (Indicado)

Camerimage 2006 (Polônia)
- Sapo de Bronze - Ricardo Della Rosa (Venceu)
- Sapo de Ouro - Ricardo Della Rosa  (Indicado)

Festival Internacional de Cinema de Guadalajara 2006 (México)
- Melhor Atriz - Fernanda Montenegro (Venceu)

Festival de Cinema de Lima 2006 (Peru)
- Prémio do Público - Andrucha Waddington (Venceu)

Festival Internacional de Cinema de Marrakech 2006 (Marrocos)
- Golden Star - Andrucha Waddington (Indicado)

Festival Internacional de Cinema de Bangkok 2006 (Tailândia)
- Melhor Filme (Indicado)

Prêmio Contigo! 2006 (Brasil)
- Melhor Figurino - Cláudia Kopke (Venceu)
- Melhor Atriz - Fernanda Montenegro e Fernanda Torres (Indicadas)
- Melhor Fotografía - Ricardo Della Rosa (Indicado)
- Melhor Diretor - Andrucha Waddington (Indicado)
- Melhor Filme (Indicado)
- Melhor Roteiro - Elena Soarez (Indicada)
- Melhor Ator Coadjuvante - Luiz Melodia (Indicado)

Prêmio Qualidade Brasil 2006 (Brasil)
- Melhor Atriz - Fernanda Torres (Venceu)
- Melhor Atriz - Fernanda Montenegro (Indicada)
- Melhor Diretor - Andrucha Waddington (Indicado)
- Melhor Filme (Indicado)

Prêmio ABC de Cinematografia 2006 (Brasil)
- Melhor Direção de Arte - Tule Peak (Venceu)